# Gerhard Bätz

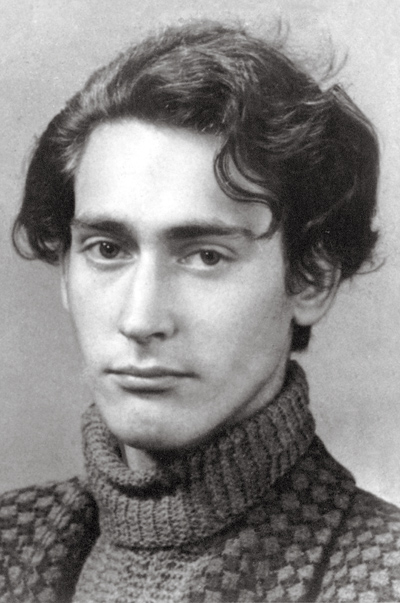
Gerhard Bätz (ca. 1952)

Gerhard Bätz (* 21. April 1938 in Sonneberg) ist ein deutscher Restaurator und Miniaturist. Seit den 1950er Jahren schuf er gemeinsam mit Manfred Kiedorf Rokoko-Miniaturen, die heute in der Ausstellung Rococo en miniature präsentiert werden.

## Leben
Der Sohn des Kaufmanns Karl Bätz (gefallen 1941 in Frankreich) wuchs in Sonneberg auf. Schon in frühester Kindheit lernte er die vom Vater und Großvater gegründete „Farben- und Spielzeugindustriebedarfsartikelhandlung Oskar Bätz“ kennen. In deren umfangreichen Lagerhaus mit allen möglichen Spielzeugeinzelteilen bekam er Einblick in die Arbeitsweisen der Spielzeugherstellung.
Von 1951 bis 1953 absolvierte er bei der Sonneberger Konsumgenossenschaft eine Ausbildung zum Gebrauchswerber. Dabei lernte er in der Handelsschule den zwei Jahre älteren Manfred Kiedorf kennen. Von 1955 bis 1959 war er zusammen mit Kiedorf in Erfurt und Weimar und betrieb Studien zu Malerei und Zeichnen bei Otto Paetz und Alfred Ahner. Ahner führte ihn in den Freundeskreis um Dora Wentscher und Johannes Nohl ein. Gelegentlich arbeitete Bätz während dieser Zeit als Werbedekorateur.
1956 bewarb er sich an der Kunsthochschule Berlin-Weißensee, wurde dort jedoch nicht zum Studium angenommen.

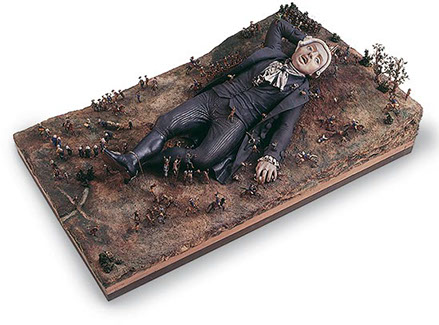
Gulliver in Lilliput

Nachdem die Überreste eines bei einer Ausstellung des Deutschen Spielzeugmuseums 1956 in Ungarn während des dortigen Volksaufstands zerstörten Exemplars der Schaugruppe „Gulliver in Liliput“ längere Zeit im Magazin des Museums gelagert hatten, wurde der damalige Museumsdirektor Otto Keil auf Bätz’ Miniaturen aufmerksam. Keil beauftragte Gerhard Bätz damit, die 1843/44 entstandene Schaugruppe aus Brotteig wiederherzustellen. In Honorararbeit restaurierte Bätz ein halbes Jahr lang die Gulliver-Gruppe. Danach wurde er im Deutschen Spielzeugmuseum pro forma auf einer Hausmeisterstelle beschäftigt, begann 1960 am Museum eine Ausbildung und war anschließend bis 1978 als Restaurator im Deutschen Spielzeugmuseum tätig. Ab 1975 war Bätz Mitglied im Verband Bildender Künstler der DDR, Sektion Restaurierung und Kunsthandwerk.
1984 stellte er einen Ausreiseantrag. Nachdem er seinem Halbbruder bei einem misslungenen Fluchtversuch half, wurde er zu 10 Monaten Haft verurteilt, bereits nach 7 Monaten erfolgte 1986 die Ausbürgerung aus der DDR. Seine Frau Elfi konnte ihm einen Monat später folgen. Nun in der Bundesrepublik lebend unternahm er Studienreisen nach Italien und Frankreich. Von 1988 bis 2000 war Bätz als Restaurator in Fulda tätig.
Als Bätz’ Lebenswerk gelten die im Laufe von über 50 Jahren zusammen mit seinem Freund Manfred Kiedorf geschaffenen Phantasiereiche der Schlösser der gepriesenen Insel. Dieses im Jahre 2006 vom Thüringer Landesmuseum Heidecksburg in Rudolstadt angekaufte Gesamtkunstwerk wird seit 2007 in den restaurierten Räumen der ehemaligen Hofküche des Schlosses präsentiert.

## Ausstellungen (unvollständig)

### Teilnahme an zentralen und wichtigen regionalen Ausstellungen in der DDR
- 1977/1978 und 1982/1983: Dresden, VIII. und IX. Kunstausstellung der DDR
- 1982: Fürstenwalde/Spree, Miniatur in der Bildenden Kunst der DDR, Altes Rathaus Fürstenwalde/Spree, 12. Januar bis 14. März 1982
- 1984: Suhl, Bezirkskunstausstellung

### Ausstellungen seit der deutschen Wiedervereinigung
- Städtische Galerie „Comptoir“ Sonneberg, Eröffnung: 10. Dezember 2000
- Schloss Friedenstein Gotha, 2001
- Alte Synagoge Erfurt, 2002
- Papiermuseum Alte Dombach, Bergisch Gladbach, Eröffnung: 23. Mai 2002
- Badehaus von Schloss Fasanerie in Eichenzell bei Fulda, Eröffnung: 10. Mai 2003
- Historisches Museum Hanau Schloss Philippsruhe, Eröffnung: 14. Dezember 2003
- Schloss Weesenstein, Eröffnung: 14. Mai 2004
- Schloss Heidecksburg, Rudolstadt, Eröffnung: November 2004
- Schloss Wernigerode, Eröffnung: 29. Mai 2005
- Ausstellung des Museum Bad Arolsen im Residenzschloss, Eröffnung: 26. Juni 2005
- Burg Altena, Eröffnung: 12. November 2005
- Bad Kreuznach, Eröffnung: 18. Juni 2006
- Alte Hofküche, Schloss Heidecksburg, Rudolstadt, Eröffnung: 25. Mai 2007
- Schloss Musenhain – Zauberhafte Schlösserwelten in Miniatur, Kinder-Akademie Fulda, 13. Mai bis 15. Juli 2016